# Smirnoff
Pour les articles homonymes, voir Smirnoff (homonymie).
Smirnoff est une marque commerciale de vodka et de boissons alcoolisées à base de vodka appartenant au groupe Diageo.

## Historique

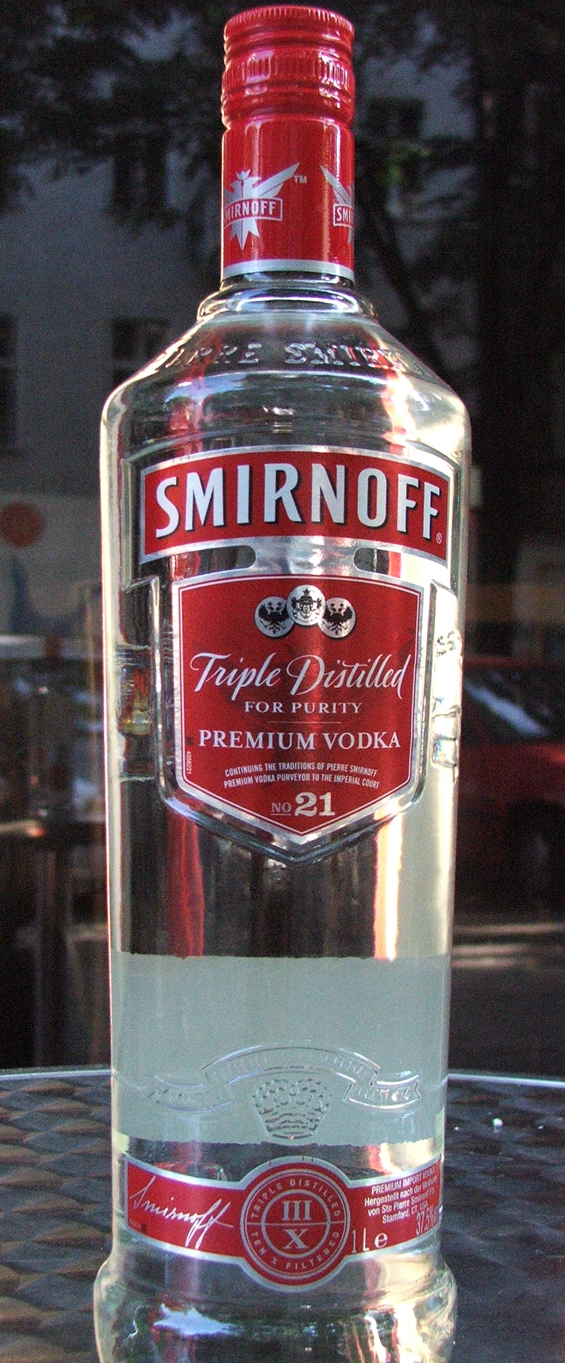
Bouteille de Smirnoff.

La première société Smirnov est fondée à Moscou en 1864 par Piotr Arsenievitch Smirnov. Sa distillerie est la première au monde à utiliser du fusain lors du processus de filtrage. Au bout de 21 essais, l'entreprise créé la « Vodka 21 » fortement appréciée par Alexandre III : en 1886, l'entreprise reçoit le titre de fournisseur non officiel de la cour de Russie.
Le fondateur Piotr Smirnov meurt subitement en 1910 et son fils, Vladimir, lui succède à la tête de la société. La compagnie se développe et produit plus de 4 millions de caisses de vodka par an ; pourtant à cette époque où l’alcoolisme fait rage en Russie, la vodka connait une prohibition pendant la Guerre russo-japonaise puis durant la Première Guerre mondiale. En 1917, lors de la révolution bolchevique, toutes les distilleries sont confisquée et nationalisées ; la famille doit fuir.
Vladimir Smirnov recrée une distillerie à Istanbul en 1920. Quatre ans plus tard, il se déplace à Lwów (alors en Pologne) et commence à vendre sa vodka sous le nom français « Smirnoff ». Le nouveau produit est un succès, et à la fin des années 1930, il est exporté dans la plupart des pays européens. Une deuxième distillerie est fondée à Paris en 1925.
La grande crise de la fin de 1929 amène la famille à vendre en 1934 la marque à un Américain, Rudolph Kunett. Ce dernier déplace la société aux États-Unis, puis la revend en 1938 à Heublin, une entreprise américaine produisant des boissons alcoolisées.
Heublin est rachetée en 1982 par R. J. Reynolds Industries, qui revend ensuite sa division boissons à Grand Metropolitan en 1987. Smirnoff se retrouve au sein de Diageo lorsque celui-ci voit le jour en 1997, lors de la fusion entre Grand Metropolitan et Guinness.
En novembre 2011, Amber Rose devient la porte-parole de la marque.

## Produits
- Vodka n° 21 : la vodka Smirnoff est filtrée dix fois pour obtenir une douceur et la marque utilise toujours ce procédé aujourd'hui. Les habitudes actuelles conseillent la dégustation de la Smirnoff en punch, en cocktail ou avec du jus de citron, de pêche ou du nectar de banane.

- Smirnoff Ice est un assemblage d'une base maltée gazéifiée contenant de l'orge, aromatisée au citron, et de vodka Smirnoff Red n° 21. Il s'agit d'une boisson alcoolisée au goût d'agrumes et sucrée, qui se consomme sec ou sur glace. Elle peut être une base pour les cocktails fruités, mais elle est peut se consommer seule. Le degré d'alcool est de 4 % vol. La boisson est produite en Italie par DOI SPA. Le conditionnement existe en bouteilles de 275 ml.

## Marque concurrente
Après la chute du communisme, dans les années 1990, un des descendants de Piotr Arsenievitch Smirnov commence à produire en Russie une nouvelle vodka nommée Smirnov (en russe : Смирнов) qui se proclame immédiatement « La seule vraie Smirnov ». Après de nombreux procès, l’entreprise récupère la marque.